# Bernardo I di Sassonia-Meiningen
Bernardo I di Sassonia-Meiningen (Gotha, 10 settembre 1649 – Meiningen, 27 aprile 1706) fu duca di Sassonia-Meiningen dal 1675 fino alla sua morte.

## Biografia
Egli fu il sesto ma il terzo dei figli sopravvissuti di Ernesto I di Sassonia-Coburgo-Altenburg e di Elisabetta Sofia di Sassonia-Altenburg, figlia di Giovanni Filippo di Sassonia-Altenburg.
Alla morte del padre, nel 1675, il ducato venne retto da lui e dai suoi fratelli in coreggenza, ma il ducato venne diviso cinque anni più tardi (nel 1680). In virtù di questo trattato di divisione, Bernardo ricevette Meiningen, Wasungen, Salzungen, Untermaßfeld, Frauenbreitungen e Ichtershausen. Bernardo divenne il fondatore della linea di Sassonia-Meiningen.
La costruzione della nuova residenza a Meiningen fu immediata. Il palazzo venne finito nel 1692 e prese il nome di Castello di Elisabethenburg, in onore della seconda moglie di Bernardo. Come suo fratello Ernesto, l'instabilità di Bernardo nelle finanze del suo ducato fu rimarchevole. I prezzi di vendita dei beni e le tasse addizionali sulla popolazione ne furono il risultato.
Bernardo lasciò come testamento l'obbligo di non dividere il ducato, ma non venne concesso per esso il diritto di primogenitura. Per questo motivo, alla morte di Bernardo, i suoi figli governarono assieme il ducato.

## Matrimoni

### Primo Matrimonio
Sposò, il 20 novembre 1671 al Castello di Friedenstein, presso Gotha, Maria Edvige d'Assia-Darmstadt, figlia di Giorgio II d'Assia-Darmstadt. Dal matrimonio nacquero sette figli:
- Ernesto Luigi (1672-1724);
- Bernardo (1673-1694);
- Giovanni Ernesto (1674-1675);
- Maria Elisabetta (nata e morta nel 1676);
- Giovanni Giorgio (1677-1678);
- Federico Guglielmo (1679-1746);
- Giorgio Ernesto (1680-1699).

### Secondo Matrimonio
Sposò, il 25 gennaio 1681 a Schningen, Elisabetta Eleonora di Brunswick-Wolfenbüttel, figlia di Antonio Ulrico di Brunswick-Lüneburg. Dal matrimonio nacquero cinque figli:
- Elisabetta Ernestina (1681-1766);
- Eleonora Federica (1683-1739);
- Antonio Augusto (nato e morto nel 1684);
- Guglielmina Luisa (1686-1753), sposò Carlo di Württemberg-Bernstadt;
- Antonio Ulrico (1687-1763).

## Ascendenza
|                                        |                                         |                                        | Genitori                             |  |  | Nonni |  |  | Bisnonni                              |  |  | Trisnonni                       |  |
|                                        |                                         |                                        |                                      |  |  |       |  |  | Giovanni Guglielmo di Sassonia-Weimar |  |  | Giovanni Federico I di Sassonia |  |
|                                        |                                         |                                        |                                      |  |  |       |  |  | Giovanni Guglielmo di Sassonia-Weimar |  |  | Giovanni Federico I di Sassonia |  |
|                                        |                                         | Sibilla di Jülich-Kleve-Berg           |                                      |  |  |       |  |  | Giovanni Guglielmo di Sassonia-Weimar |  |  |                                 |  |
| Giovanni di Sassonia-Weimar            |                                         |                                        |                                      |  |  |       |  |  | Giovanni Guglielmo di Sassonia-Weimar |  |  |                                 |  |
|                                        |                                         | Dorotea Susanna di Wittelsbach-Simmern | Federico III del Palatinato          |  |  |       |  |  |                                       |  |  |                                 |  |
|                                        |                                         | Dorotea Susanna di Wittelsbach-Simmern | Federico III del Palatinato          |  |  |       |  |  |                                       |  |  |                                 |  |
|                                        |                                         | Dorotea Susanna di Wittelsbach-Simmern | Maria di Brandeburgo-Bayreuth        |  |  |       |  |  |                                       |  |  |                                 |  |
| Ernesto I di Sassonia-Gotha-Altenburg  |                                         | Dorotea Susanna di Wittelsbach-Simmern |                                      |  |  |       |  |  |                                       |  |  |                                 |  |
|                                        |                                         | Gioacchino Ernesto di Anhalt           | Giovanni V di Anhalt-Zerbst          |  |  |       |  |  |                                       |  |  |                                 |  |
|                                        |                                         | Gioacchino Ernesto di Anhalt           | Giovanni V di Anhalt-Zerbst          |  |  |       |  |  |                                       |  |  |                                 |  |
|                                        |                                         | Gioacchino Ernesto di Anhalt           | Margherita di Brandeburgo            |  |  |       |  |  |                                       |  |  |                                 |  |
| Dorotea Maria di Anhalt                |                                         | Gioacchino Ernesto di Anhalt           |                                      |  |  |       |  |  |                                       |  |  |                                 |  |
|                                        |                                         | Eleonora di Württemberg                | Cristoforo di Württemberg            |  |  |       |  |  |                                       |  |  |                                 |  |
|                                        |                                         | Eleonora di Württemberg                | Cristoforo di Württemberg            |  |  |       |  |  |                                       |  |  |                                 |  |
|                                        |                                         | Eleonora di Württemberg                | Anna Maria di Brandeburgo-Ansbach    |  |  |       |  |  |                                       |  |  |                                 |  |
| Bernardo I di Sassonia-Meiningen       |                                         | Eleonora di Württemberg                |                                      |  |  |       |  |  |                                       |  |  |                                 |  |
|                                        | Federico Guglielmo I di Sassonia-Weimar | Giovanni Guglielmo di Sassonia-Weimar  |                                      |  |  |       |  |  |                                       |  |  |                                 |  |
|                                        | Federico Guglielmo I di Sassonia-Weimar | Giovanni Guglielmo di Sassonia-Weimar  |                                      |  |  |       |  |  |                                       |  |  |                                 |  |
|                                        | Federico Guglielmo I di Sassonia-Weimar | Dorotea Susanna di Wittelsbach-Simmern |                                      |  |  |       |  |  |                                       |  |  |                                 |  |
| Giovanni Filippo di Sassonia-Altenburg | Federico Guglielmo I di Sassonia-Weimar |                                        |                                      |  |  |       |  |  |                                       |  |  |                                 |  |
|                                        |                                         | Anna Maria del Palatinato-Neuburg      | Filippo Luigi del Palatinato-Neuburg |  |  |       |  |  |                                       |  |  |                                 |  |
|                                        |                                         | Anna Maria del Palatinato-Neuburg      | Filippo Luigi del Palatinato-Neuburg |  |  |       |  |  |                                       |  |  |                                 |  |
|                                        |                                         | Anna Maria del Palatinato-Neuburg      | Anna di Jülich-Kleve-Berg            |  |  |       |  |  |                                       |  |  |                                 |  |
| Elisabetta Sofia di Sassonia-Altenburg |                                         | Anna Maria del Palatinato-Neuburg      |                                      |  |  |       |  |  |                                       |  |  |                                 |  |
|                                        |                                         | Enrico Giulio di Brunswick-Lüneburg    | Giulio di Brunswick-Lüneburg         |  |  |       |  |  |                                       |  |  |                                 |  |
|                                        |                                         | Enrico Giulio di Brunswick-Lüneburg    | Giulio di Brunswick-Lüneburg         |  |  |       |  |  |                                       |  |  |                                 |  |
|                                        |                                         | Enrico Giulio di Brunswick-Lüneburg    | Edvige di Brandeburgo                |  |  |       |  |  |                                       |  |  |                                 |  |
| Elisabetta di Brunswick-Wolfenbüttel   |                                         | Enrico Giulio di Brunswick-Lüneburg    |                                      |  |  |       |  |  |                                       |  |  |                                 |  |
|                                        |                                         | Elisabetta di Danimarca                | Federico II di Danimarca             |  |  |       |  |  |                                       |  |  |                                 |  |
|                                        |                                         | Elisabetta di Danimarca                | Federico II di Danimarca             |  |  |       |  |  |                                       |  |  |                                 |  |
|                                        |                                         | Elisabetta di Danimarca                | Sofia di Meclemburgo-Güstrow         |  |  |       |  |  |                                       |  |  |                                 |  |
|                                        |                                         | Elisabetta di Danimarca                |                                      |  |  |       |  |  |                                       |  |  |                                 |  |